# Sean Nelson (Schauspieler)

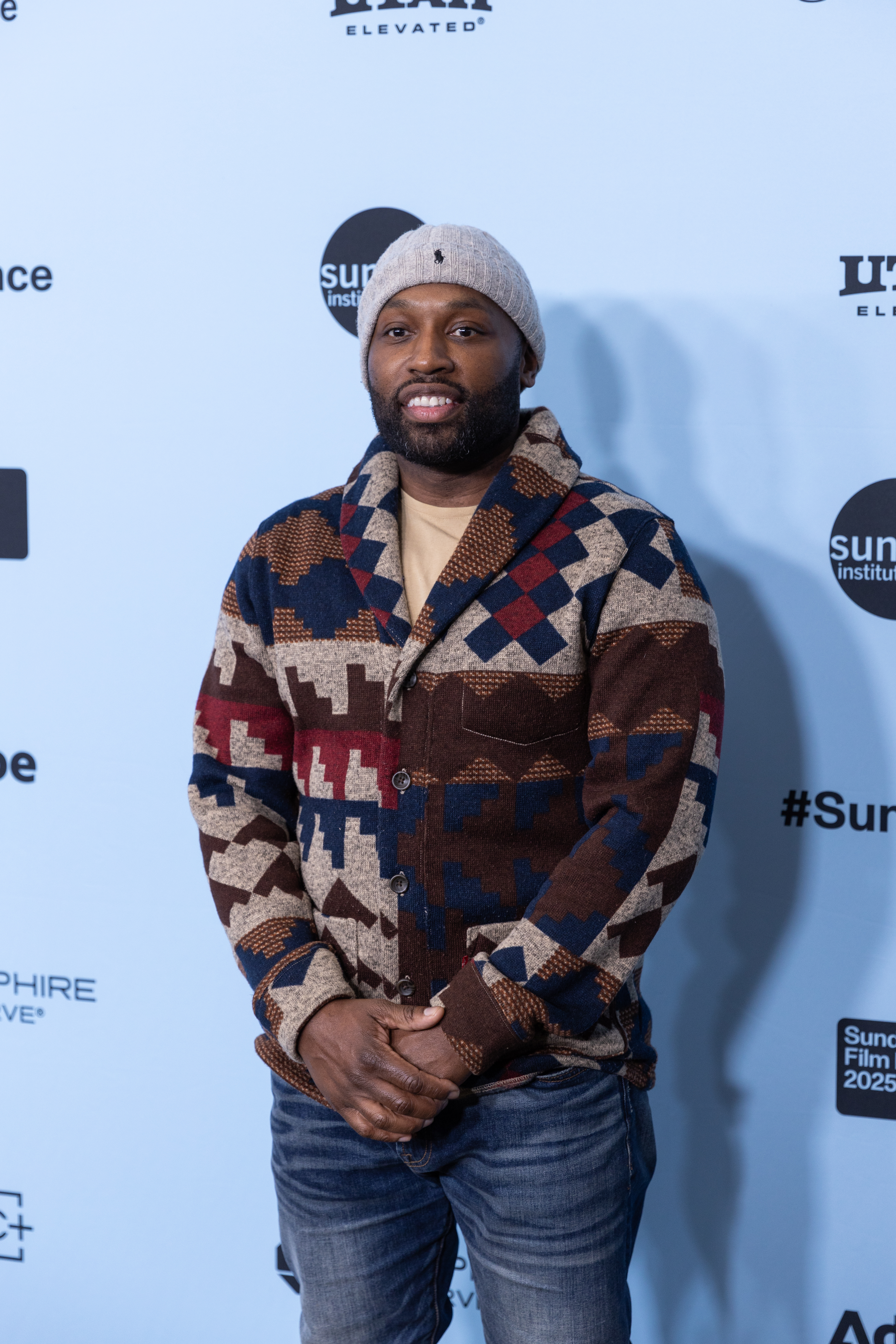
Sean Nelson, 2025

Sean Nelson (* 9. Mai 1980 in der Bronx, New York City, New York) ist ein US-amerikanischer Schauspieler, der bereits als Teenager zu überregionaler Bekanntheit gelangte, als er unter anderem 1994 im Film Fresh als Haupt- und Titelfigur mitwirkte.

## Leben und Karriere
Nelson wurde im Sommer 1980 im New Yorker Stadtteil Bronx geboren, wo er auch aufwuchs und als Zehnjähriger entdeckt und zur Schauspielerei gebracht wurde. So hatte er im zarten Alter von zehn Jahren seinen ersten Auftritt in einer Off-Broadway-Produktion mit dem Namen Hey Little Walter, das am Young Playwrights Festival des Jahres 1990 im Theater von Playwrights Horizons aufgeführt wurde. Durch diese Rolle und zahlreiche weitere Engagements im Theaterbereich, wo er in verschiedenen lokalen Theaterstätten eingesetzt wurde, kam der junge Sean Nelson über Vorsprechen Mitte der 1990er auch zu seinen ersten Einsätzen in Film und Fernsehen.
Nachdem er bereits 1992 in einer Episode von Here and Now mitwirkte, wurde er im Jahre 1993 bzw. 1994 in die Rolle des jungen Michael, genannt „Fresh“, gecastet, in der er im gleichnamigen Film aus dem Jahre 1994 in der als Titel- wie auch Hauptfigur zu sehen war. Für diese Rolle wurde er noch im gleichen Jahr am Sundance Film Festival ausgezeichnet und erhielt zudem noch 1995 einen Independent Spirit Award in der Kategorie „Best Debut Performance“ sowie eine Nominierung für einen Young Artist Award in der Kategorie „Best Performance by a Young Actor Starring in a Motion Picture“. Vor allem dieser Rolle war sein späterer Karriereweg als Schauspieler zu verdanken, die ihm Rollen in zahlreichen international bekannten Fernsehserie, aber auch einigen Miniserien oder Filmen einbrachte. So übernahm er in den Jahren 1994 und 1995 jeweils eine Rolle in der US-Fernsehserie New York Undercover, in der er unter anderem auch in der Pilotepisode mitwirkte. Sean Nelson, der bis zu seinem internationalen Durchbruch 1994 die Our Saviour Lutheran School besuchte und dann von der Junior High an die High School wechselte, wo er schließlich von einem Tutor in der Schauspielerei begleitet wurde, brachte es im Jahre 1995 noch auf einen Gastauftritt in einer Episode von Homicide, ehe er 1996 im Film American Buffalo – Das Glück liegt auf der Straße eine weitere große Filmrolle übernahm, mit der seine Bekanntheit weiter stieg.
Zuvor war der junge Schauspieler, der als seine Abstammung Jamaika und Saint Thomas angibt, 1994 auch in einer Folge von Law & Order zum Einsatz gekommen. Auch danach wurde Nelson weitere Male als Gaststar in die Serie eingeladen und hatte dabei 2005 einen Auftritt in einer Episode und 2009 gleich einen Auftritt in einer wiederkehrenden Rolle in zwei verschiedenen Episoden. Zudem hatte der im Co-op-City-Teil der Bronx geborene Nelson eine wiederkehrende Rolle als Jesse Bayliss in der US-Fernsehserie Ein Strauß Töchter inne, wo man ihn von 1995 bis 1996 in neun verschiedenen Episoden sah. Im letztgenannten Jahr folgte unter anderem auch noch ein Gastauftritt in einer Folge von Der Klient. Zu einem weiteren wiederkehrenden Engagement kam Sean Nelson im Jahre 1997 in zwei Episoden von Ein Hauch von Himmel, wo man ihn in der Rolle des Calvin sah.
In den nachfolgenden Jahren nahmen seine Engagements für Fernsehserie bedeutend ab und er konzentrierte sich vorwiegend auf die Produktion von Filmen oder Miniserien. 1998 folgte eine Rolle im Fernsehfilm Bronx County, in dem unter anderem auch die kanadische Schauspielerin Sandrine Holt oder die US-Schauspieler Alan Rosenberg, Justin Theroux, Christopher Wiehl oder Sonja Sohn mitwirkten. 1999 kam er zu einem Auftritt im Film The Wood, der im deutschsprachigen Raum auch unter dem Namen Jein, ich will ausgestrahlt wurde und in dem Nelson eine jüngere Version des Hauptdarstellers Omar Epps mimte. Für seine Darstellung des jungen Mike wurde er im Jahre 2000 für einen Black Reel Award in der Kategorie „Theatrical – Best Actor“ nominiert. Im gleichen Jahr der Premiere von The Wood wurde auch noch ein anderer Film veröffentlicht, an dem Sean Nelson maßgeblich mitgewirkt hat. In A Stranger in the Kingdom hatte er die Nebenrolle des Nathan Andrews inne.
2000 folgte schließlich in der sechsteiligen Miniserie The Corner ein großes Engagement, in dem man ihn in allen sechs Teilen in der Rolle des DeAndre McCullough sah. Für diese Rolle wurde er 2001 für einen Black Reel Award in der Kategorie „Network/Cable – Best Actor“ und einen NAACP Image Award in der Kategorie „Outstanding Actor in a Television Movie, Mini-Series or Dramatic Special“ nominiert. Nach einem Gastauftritt in einer Episode von Law & Order: Special Victims Unit im Jahre 2001, bekam er eine kleinere Nebenrolle im 2002 veröffentlichten Film The Year That Trembled zugeteilt. Danach folgten zwei eher ruhigere Jahre, als er unter anderem 2003 in einer Folge von Criminal Intent – Verbrechen im Visier zu sehen war und 2004 im Kurzfilm Date mitwirkte. Des Weiteren sah man ihn in diesem Jahr in einer Episode der nur kurzlebigen TV-Serie The Jury. 2005 wurde Sean Nelson wieder in verschiedenen auch international ausgestrahlten Produktionen eingesetzt. So sah man ihn unter anderem als Hezekiah in Die Liebe stirbt nie oder als Charlie in allen sechs Teilen der Miniserie Miracle’s Boys. Im ebenfalls 2005 erschienenen Film The Gospel mimte er eine jüngere Version des von Idris Elba dargestellten Hauptcharakters des Reverend Charles Frank. In den Jahren 2006 und 2007 sah man Nelson in den Filmen Premium und The Mannsfield 12 jeweils in einer Gast- oder Nebenrolle. Zudem war Nelson Teil der Filmcrew, als es um die Produktion von Day Zero ging, wo man Elijah Wood in einer Hauptrolle sah und der ebenfalls 2007 erschien. Zahlreiche verschiedene Auftritte folgten schließlich im Jahre 2009, als man ihn unter anderem in den Filmen Last of the Ninth und Die Entführung der U-Bahn Pelham 123 sowie in einer Episode von Mercy einsetzte. 2010 folgte für den gebürtigen New Yorker die Premiere des postapokalyptischen Low-Budget-Films Vampire Nation, der auf zahlreichen internationalen Festivals ausgestrahlt wurde. 2011 sah man den mehrfach ausgezeichneten und nominierten Schauspieler auch im Kurzfilm Juxed, bei dem er selbst als Produzent in Erscheinung trat. In ebendieser Tätigkeit verweilte er auch im Kurzfilm Oh What a Tangled Web We Weave.

## Filmografie
Filmauftritte (auch Kurzauftritte) als Schauspieler
- 1994: Fresh
- 1996: American Buffalo – Das Glück liegt auf der Straße (American Buffalo)
- 1998: Bronx County
- 1999: The Wood (auch Jein, ich will)
- 1999: A Stranger in the Kingdom
- 2000: The Corner (Miniserie; 6 Episoden)
- 2002: The Year That Trembled
- 2004: Date
- 2005: Die Liebe stirbt nie (Their Eyes Were Watching God, Fernsehfilm)
- 2005: Miracle’s Boys (Miniserie; 6 Episoden)
- 2005: The Gospel
- 2006: Premium
- 2007: The Mannsfield 12
- 2009: Last of the Ninth
- 2009: Die Entführung der U-Bahn Pelham 123
- 2010: Vampire Nation
- 2011: Juxed

Serienauftritte (auch Gast- und Kurzauftritte) als Schauspieler
- 1992: Here and Now (1 Episode)
- 1994+1995: New York Undercover (2 Episoden)
- 1994–2009: Law & Order (4 Episoden)
- 1995: Homicide (Homicide: Life on the Street) (1 Episode)
- 1995–1996: Ein Strauß Töchter (Sisters) (9 Episoden)
- 1996: Der Klient (The Client) (1 Episode)
- 1997: Ein Hauch von Himmel (Touched by an Angel) (2 Episoden)
- 2001: Law & Order: Special Victims Unit (1 Episode)
- 2003: Criminal Intent – Verbrechen im Visier (Law & Order: Criminal Intent) (1 Episode)
- 2004: The Jury (1 Episode)
- 2009: Mercy (1 Episode)

Andere Tätigkeiten
- 2007: Day Zero (ADR Loop Group)
- 2011: Oh What a Tangled Web We Weave (Produzent)
- 2011: Juxed (Produzent)

## Nominierungen und Auszeichnungen
Nominierungen
- 1995: Young Artist Award in der Kategorie „Best Performance by a Young Actor Starring in a Motion Picture“ für sein Engagement in Fresh
- 2000: Black Reel Award in der Kategorie „Theatrical – Best Actor“ für sein Engagement in The Wood
- 2001: Black Reel Award in der Kategorie „Network/Cable – Best Actor“ für sein Engagement in The Corner
- 2001: NAACP Image Award in der Kategorie „Outstanding Actor in a Television Movie, Mini-Series or Dramatic Special“ für sein Engagement in The Corner
- 2006: Black Reel Award in der Kategorie „Best Supporting Actor – Television“ für sein Engagement in Miracle’s Boys

Auszeichnungen
- 1994: „Special Jury Recognition for technical acting“ am Sundance Film Festival für sein Engagement in Fresh
- 1995: Independent Spirit Award in der Kategorie „Best Debut Performance“ für sein Engagement in Fresh